# Archibald Cochrane, 9. Earl of Dundonald

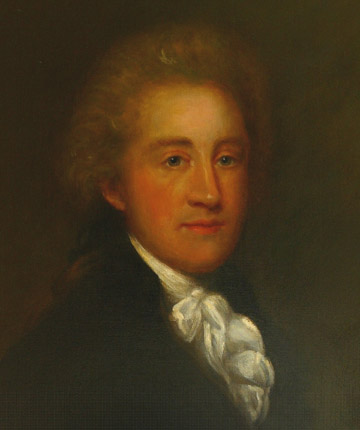
Archibald Cochrane, 9. Earl of Dundonald

Archibald Cochrane, 9. Earl of Dundonald (* 1. Januar 1749 in Culross (Schottland); † 1. Juli 1831 in Paris) war ein schottisch-britischer Peer, Chemiker und Unternehmer. Er wird als Vater der britischen Steinkohleteer-Industrie bezeichnet, er förderte aber auch weitere Bereiche der chemischen Industrie in Großbritannien.

## Leben
Er war der älteste überlebende Sohn von Thomas Cochrane, 8. Earl of Dundonald (1691–1778), und dessen zweiter Gattin Jean Stuart und hatte vier jüngere Brüder. Archibald Cochrane fuhr mit 14 Jahren als Midshipman und später Acting Lieutenant unter Captain Stair Douglas vor der Küste von Guinea zur See. 1764 wechselte er zur British Army als Cornet des King´s Own Regiment of Dragoons, wo er bis 1768 blieb. Danach erwarb eine Captainstelle im 104th Regiment of Foot der Britische Ostindien-Kompanie. 1778 trat er nach dem Tod seines Vaters das Erbe an, das finanziell allerdings unbedeutend war, und wurde 9. Earl of Dundonald.
Als Seemann hatte er gesehen, wie schnell die Holzschiffe der Marine verrotten konnten, teilweise in wenigen Monaten auf See, und experimentierte nach der Rückkehr mit Steinkohleteer zur Abdichtung in Nore (bei der Sandbank in der Themsemündung, in der häufig die Schiffe der Royal Navy ankerten). 1780 fand er eine wirtschaftliche Methode, Steinkohleteer aus bituminöser Kohle zu erzeugen und lieh sich 10.000 Pfund von seiner Frau, um mit Partnern die British Tar Company zu gründen. Einer der Partner war John Clerk, der ähnliche Ideen gehabt hatte und 1781 ein Patent erhielt. Die Fabrik sollte in Culross Abbey entstehen, und Berater war der berühmte schottische Chemiker Joseph Black. Der Teer verkaufte sich gut als Schutzanstrich für Schiffe, das Terpentin zum Hausanstrich und der Koks an Eisenhütten. Er exportierte bis nach Norwegen und Russland und war in Geschäftsbeziehung zu Matthew Boulton. Weitere Geschäftsbeziehungen hatte er zu John Loudon McAdam, der für ihn in der Aufsicht einer Fabrik arbeitete und der später Erfinder des Makadam war. Die Royal Navy wechselte erst nach Auslaufen des Patents der Firma zu Teeranstrichen über und blieb zunächst bei Kupferplatten als Schutz der Schiffsrümpfe.
1784 wurde er  Fellow der Royal Society of Edinburgh.
Mitte der 1780er Jahre expandierte er auch in Salzgewinnung und strebte durch eine Eingabe beim Parlament ein zeitweiliges Monopol für die Steinkohleteergewinnung und viele Anwendungen in der chemischen Industrie an, dem sich aber Vertreter der Kohleindustrie widersetzten. In den 1790er Jahren stieg er auch in die Soda-Herstellung unter Verwendung seiner Kohleprodukte ein. Er gründete weitere Fabriken zur Herstellung von verschiedenen Salzen (Kaliumchlorid, Kaliumsulfat, Natriumphosphat, Ammoniumsalz, Salpeter, Alaun für Färbereien), insbesondere für die Düngerindustrie, und Alkohol-Destillerien.
1791 schlug er vor, Brot aus Kartoffeln herzustellen und Kartoffelmehl zum Beispiel als Proviant auf Schiffen, Viehfutter und für die Herstellung von Pottasche (Vorbild war Tapioka von Indianern der Karibik) zu verwenden.

## Familie
Aus seiner 1774 geschlossenen ersten Ehe mit Anne Gilchrist († 1787) hatte er sechs Söhne und eine Tochter:
- Thomas Cochrane, 10. Earl of Dundonald (1775–1860), Admiral der Royal Navy;
- Hon. James Gilchrist Cochrane († jung);
- Hon. Basil Cochrane († 1816), Lieutenant-Colonel der British Army;
- Hon. William Erskine Cochrane (nach 1776–1871), Major der British Army;
- Hon. Archibald Cochrane (1783–1829), Captain der Royal Navy;
- Hon. Charles Cochrane († jung);
- Lady Anne Cochrane (* 1777).

Seine 1788 mit Isabella Raymond († 1808), der Witwe des John Mayne, geschlossene zweite Ehe blieb kinderlos. 1819 heiratete er in dritter Ehe Anna Maria Plowden († 1822), mit der er eine Tochter hatte:
- Lady Charlotte Georgina Dorothea Cochrane (1820–1830).

Auch seine Brüder John Cochrane (1750–1801) und Basil Cochrane (1753–1826) waren erfolgreich als Versorger für Armee und Marine, und besonders Basil brachte es zu großem Reichtum durch Geschäfte in Indien. Sein Bruder Alexander Cochrane (1758–1832) wurde Admiral, sein Bruder Andrew Cochrane-Johnstone (1767–1833) war ein Abenteurer und Politiker, der, wie auch andere Mitglieder der Familie, in den Aktienskandal von 1814 verwickelt war.

## Schriften
- Manufacture and Trade of Salt on the Herring Fisheries and on the Coal Trade of Great Britain. 1784
- An Account of the Qualities and Uses of Coal Tar. 1785
- The Present State of Manufacture of Salt Explained. 1785
- A Treatise showing the intimate connection that subsists between agriculture and chemistry. 1795